# Bio Marché
Bio Marché ist die einzige nationale Bio-Messe der Schweiz und findet einmal jährlich im Juni in der Altstadt von Zofingen (CH) statt. Die Messe dauert drei Tage und zählt jährlich gegen 40'000 Besucher aus der gesamten Schweiz und dem angrenzenden Ausland. Nebst dem Kernstück, der Messe an traditionellen Marktständen in der historischen Altstadt von Zofingen, findet ein kulturelles und kulinarisches Rahmenprogramm statt.
Zur Teilnahme sind ausschließlich kontrolliert biologische Waren zugelassen. Grundlage dafür sind Zulassungsbedingungen, die auf den Kriterien der BIOFACH Nürnberg basieren. Gezeigt werden Produkte und Dienstleistungen aus den Bereichen „Food“, „Non-Food“ und „Natürlich Bauen & Wohnen“. Die Ausstellungsgüter werden einer Bio-Kontrolle unterzogen, die durch die unabhängige Kontrollstelle bio.inspecta (im Bereich Lebensmittel) resp. durch die Fachstelle GiBB eco (im Bereich Bauen & Wohnen) durchgeführt wird.
2020 fand der Bio Marché auf Grund der COVID-19-Pandemie in virtueller Form statt.

## Geschichte
Der erste Bio Marché fand Ende August 2000 im Rahmen von IFOAM 2000 (Weltkongress des Weltdachverbandes für biologischen Landbau) in Zofingen (CH) statt und war damit gleichzeitig die „3. IFOAM-Bio-Weltausstellung“ (nach Kopenhagen 1996 und Buenos Aires 1998).
Veranstalterin des Bio Marché ist die Bio Marché AG mit Sitz in Zofingen (CH). Die Aktiengesellschaft wurde 1999 gegründet, mit dem Ziel, den biologischen Landbau und dessen Erzeugnisse zu fördern.
Zu den Gründern der Bio Marché AG gehören – nebst den eigentlichen Initianten – auch große Bio-Organisationen (z. B. die Bio Suisse und das Forschungsinstitut für biologischen Landbau), Produzenten und Händler von Bio-Produkten sowie Privatpersonen.

## Aussteller
Gegen 200 Bio-Produzenten, -Verarbeiter und -Händler aus der Schweiz (ca. 80 %) und dem Ausland (ca. 20 %) präsentieren und verkaufen im Rahmen des Bio Marché ihre Bio-Produkte.

## Vertretene Branchen
- 70 % Bio-Food
- 12 % Bio-Non-Food
- 10 % Baubiologie
- 8 % Bio-Organisationen/-Institutionen

Branche/Sektor
- 48 % Produzenten
- 39 % Händler/Verarbeiter
- 13 % Organisationen